# Listă de societăți româno-americane

## California
- Casa Română - 26050 Key Ave., Hayward CA 94545

- Diaspora Română - 860 E Carson St. #118-109, Carson CA 90745  Arhivat în 29 septembrie 2007, la Wayback Machine.

- Romanian American Council - Neculai Popa – President - 8518 Manzanar Ave., Paco Rivera CA 90660

- 3107 Mace Ave. #D, Costa Mesa CA 92626   Arhivat în 26 septembrie 2007, la Wayback Machine.

- Romanian Community Center of Sacramento - RCCS PO Box 105, Orangevale CA 95662

- American Romanian Academy of Arts & Sciences  - 3153 Country Club Dr., Costa Mesa CA 92626

- John Militaru Ministries - PO Box 2015, Placerville CA 95667

- Romanian American Heritage - 318 S Sycamore Ave., Los Angeles CA 90036

- Romanian Building & Relief Fund - 1420 S Market St., Anaheim CA 92804

- Romanian Mission and Charity - 1923 Clark Ln., Redondo Beach CA 90278

- Unirea de la Vest Society - c/o: Union & League of R.S.A. 700 Seaside Ln., Trinidad CA 95570-9764

- Union & league of Romanian Societies  - Daniela Istrate – National President - 1801 N Van Ness Ave.,  Los Angeles CA 90028

- Viitorul Român Society - c/o: Union & League of R.S.A. - 238 Canyon Crest Dr., Monrovia CA 91016

- World Romanian Council - 3107 Mace Ave. #D, Costa Mesa CA 92626  Arhivat în 28 iulie 2007, la Wayback Machine.

## Colorado
- Romanian Jewish Genealogical Special Interest Group  Arhivat în 27 septembrie 2007, la Wayback Machine.

- Romanian Jewish Family Finder, 10571 Colorado Blvd. J-102, Thornton CO 80233

- Romanian-American Freedom Alliance, 685 10th St., Boulder CO 80302

## Districtul Columbia
- Friends of Romania, PO Box 2525, Washington DC 20013  Arhivat în 6 septembrie 2007, la Wayback Machine.

## Conneticut
- Congress of Macedo-Romanian Culture, Dr. Aureliu D. Ciufecu, President, 90 Laslo Terr., Fairfield CT 06430
- Farsharotu, PO Box 753, Trumbull CT 06611

## Florida
- Romanian Association of South Florida, 2026 Scott St., Hollywood FL 33020-9074

- Zorile Române Society, c/o Union & League of R.S.A., 211 NW 25th Pl., Pompano Beach FL

- Romanian-American League, 2450 Hollywood Blvd., Ste. 104, Hollywood FL, 33020-6619

## Georgia
- Romanian-American Cultural Center "Atheneul", Atlanta, Prof. Smaranda C. Livescu, President, PO Box 3766, Lawrenceville Highway, Lilburn GA 30048

- American-Romanian Sister City Council, 4422 Sheila Ct., Lilburn GA 30247

- Criterion Publishing, PO Box 930698, Norcross GA 30093

- Romanian Roots “Origini”, PO Box 930698, Norcross GA 30093

- Romanian American Trade & Business Bureau, 4422 Sheila Ct., Lilburn GA 30247

- Romanian Times, 4422 Sheila Ct., Lilburn GA 30247

- Romanian World Council Inc., 4422 Sheila Ct., Lilburn GA 30247

- Romanian-American Association of Atlanta, 1820 Water Pl. #255, Atlanta GA 30339

- Romanian-American Association of Georgia, 3990 Fox Glen Dr., Woodstock GA 30189

- Youth for a Better World, 4422 Sheila Ct., Lilburn GA 30247

## Illinois
- ROMANIAN AMERICAN COMMUNITY CENTER , STEFAN OLARU, PRESIDENT, 3643 W IRVING PARK ROAD,773-279-8880
- Round Table Society, 2408 N Kedzie Blvd., Chicago IL 60647-2633
- Illinois Romanian-American Community, Octavian Cojan, President, 3938 W Irving Park Rd., Chicago IL 60618

- Romanian-American Network Inc., Steven V. Bonica, President, 7777 N Caldwell Ave., Niles IL 60714-3320

Tel: (847) 663-9690   Fax: (847) 663-0960
- Center Focus Publishing, 7777 N Caldwell Ave., Niles IL 60714-3320

- Romanian Evangelistic Medical Mission, PO Box 537, Lake Bluff IL 60044

- Romanian Missionary Society, 1415 Hill Ave., Wheaton IL 60187

- Romania-NATO Alliance, 7847 N Caldwell Ave., Niles IL 60714-3320  Arhivat în 28 septembrie 2007, la Wayback Machine.

- David & Goliath International Ministries, 6719 W Foster Ave., Chicago IL 60656

- Bucovina Mission, 7209 S Springfield, Chicago IL 60629

- Romanian American Community Center, 3643 W Irving Park Rd., Chicago IL 60618

- Romanian Cultural Center of Chicago, 7847 N Caldwell Ave. #D, Niles IL 60714

- Romanian Mission of Chicago, 4852 W Diversey Ave., Chicago IL 60639

Tel: 773-205-2732 
- Romanian-American Media Group, 7777 N Caldwell Ave., Niles IL 60714-3320

Tel: (847) 663-9690   Fax: (847) 663-0960
- Romanian-American Mission, 7421 N Western Ave., Chicago IL 60645

## Indiana
- Society for Romanian Studies  Arhivat în 2 decembrie 2009, la Wayback Machine.

- American-Romanian Catholics Association (ARCA), John E. Stroia, President,  1700 Dale Dr.,  Merrillville IN 46410-1340

- Steaua Română Society, c/o Union & League of R.S.A., 4531 Manning Rd., Indianapolis IN 46228

- Transilvăneana Society, c/o Union & League of R.S.A., 2616 Monaldi Pkwy, Dyer IN 46311-2134

- Tricolorul Român Society, c/o Union & League of R.S.A., 52 W Division Rd., Valparaiso IN 46383

## Kansas
- Bukovina Society of the Americas, PO Box 81, Ellis KS 67637-0081 [nefuncțională – arhivă]

## Kentucky
- Romanian-American Mission in U.S.A., 3894 Georgetown Rd., Frankfort KY 40601

## Maryland
- Free Romanian Fund, Alex Sturdza, President, PO Box 5301, Rockville MD 20848

## Massachusetts
- Romanian Childrens Relief, 11 Latisquama Rd., Southboro MA 01772

## Michigan
- American-Romanian Cultural Center (ARCC), Călin Cutean, President, PO Box 381010, Clinton Towers MI 48038-0075

- American Romanian Orthodox Youth (AROY),  Arhivat în 9 iulie 2007, la Wayback Machine.

- Evangelism for Eastern Europe EFEE, 4470 Pardee Rd., Dearborn Heights MI 48125

Tel: 248-524-0220 
- American Romanian Athletic Foundation, 5460 Sawyer Rd., Sawyer MI 49125

- Bucovina Romanian Society, c/o Union & League of R.S.A., 6400 Pontiac Tr. S, Lyons MI 48178

- Charity Cup Soccer Tournaments, PO Box 71802, Madison Heights MI 48071

- Gheorghe Lazăr Romanian Society, c/o, Union & League of R.S.A., 801 W Long Lake Rd. c4, Bloomfield Hills MI 48302

- Mărășești Society, c/o Union & League of R.S.A., 1139 N Inkster Rd., Garden City MI 48135

- Romanian-American Venture, 2100 15 Mile Rd. #B, Sterling Heights MI 48310

- Unirea Românilor Society, c/o Union & League of R.S.A., P.O. Box 31083, Detroit MI 48203

- Upper Room Fellowship Ministry, 2996 S Foxridge Ct., Ann Arbor MI 48105

- Valerian D. Trifa Romanian Center, 2540 Grey Tower Rd., Jackson MI 49201

- Worldwide Christian Businessmen Fellowship, 2100 15 Mile Rd. #B, Sterling Heights MI 48310

## Minnesota
- Românii din Minnesota Society, c/o Union & League of R.S.A., 4815 Greenwich Way, N Oakdale MN 55128

## Nevada
- Doina Romanian-American Society, 7942 Macklin St., Las Vegas NV 89129

## New Jersey
- Romanian-American Committee for Private Property, PO Box 103, Pompton Plains NJ 07444-1060  Arhivat în 6 iulie 2007, la Wayback Machine.

- Avram Iancu Society, c/o Union & League of R.S.A., 290 Brookvalley Rd., Kinnelon NJ 07405

- Sf. Maria Romanian Society, c/o Union & League of R.S.A., 378 Bennett St., Roebling NJ 08554

## New York
- Dacia Revival International Society, 21-26 Broadway L.IC. NY 11106  Arhivat în 15 decembrie 2005, la Wayback Machine.

- Romanian-American Chamber of Commerce Herzfeld & Rubin, P.C., Attorneys at Law,

40 Wall St., New York NY 10005 
- Armănimea (The Aromanianship), 133 Bennett Ave., Yonkers NY 11701

- Banatul Romanian-American Org. Inc., 18-80 Menahan St., Ridgewood NY 11385

- Romanian-American Lawyers Association (RALA), 225 Broadway #1901, New York NY 10007

- Dorul Society, 30-18 50th St., Woodside NY 11377

- Eminescu Romanian Club, 31-35 Crescent St.#3M, Long Island City NY 11106

- First Roumanian American Congregation, 89 Rivington St., New York NY 10002

- Iuliu Maniu American Romanian Relief Foundation, PO Box 1151, Gracie Square Station, New York NY 10128

Miorița Academy of Arts and Science, 31-35 Crescent St.#3M, Long Island City NY 11106 
- Princess Margareta of Romania Foundation, 149 5th Ave. #832, New York NY 10010

- Romanian Cultural Center Of New York Inc., Viorel Chirilă, President, PO Box 614,

Croton on Hudson NY 10520 
- Romanian Information & Referral Center, 47-01 Queens Bd. #203, Long Island City NY 11104

- Romanian Institute of Theology and Orthodox Spirituality, 30-18 50th St. Woodside NY 11377

- Romanian Medical Society, 21-26 Broadway, Long Island City, New York NY 11106

- Ștefan cel Mare Society, Queens, New York

- The Association of Jewish Romanian Americans, 1570 57th St., Brooklyn NY 11219

## North Carolina
- Little Samaritan Mission Inc., PO Box 969, Hickory NC 28603

## Ohio
- Romanian Ethnic Art Museum, 3256 Warren Rd., Cleveland OH 44111  Arhivat în 27 septembrie 2007, la Wayback Machine.

Union & League of Romanian Societies of America, 23203 Lorain Rd., North Olmsted OH 44070-1624
- Alliance of Transylvanian Saxons (ATS), 5393 Pearl Rd., Cleveland OH 44129-1597

- Legion of Romanian American Volunteers, 626 Wick Ave., Youngstown OH 44502

- Apolzana Romanian Society, c/o Union & League of R.S.A., 19 McKinley Dr., Hubbard OH 44425

- Biruința Romanian Society, c/o Union & League of R.S.A., 8688 Deer Creek, Warren OH 44483

- Frații Români Society, c/o Union & League of R.S.A., 828 Sullivan Ave., Niles OH 44102

- Leul Romanian Society, c/o Union & League of R.S.A., 14128 W South Range Rd., Salem OH 44460

- Patria Română și Bihoreană Society, c/o Union & League of R.S.A., 5915 Clement Dr., Lorain OH 44053

- România Liberă a N.R. Society, c/o Union & League of R.S.A., 3917 Ramsey Dr., Uniontown OH 44685

- Traian, Iuliu Maniu și Cuza Vodă Society, c/o Union & League of R.S.A., 3533 Old Colony Dr., Canton OH 44718

- U.R. Transilvăneană Society, c/o Union & League of R.S.A., 11770 W State St., Alliance OH 44601

- U.S. Carpatina Society, c/o Union & League of R.S.A., 200 Brookfield Rd., Avon Lake OH 44012

- Unirea și Plugarul Society, c/o Union & League of R.S.A., 1158 Runge Blvd., Struthers OH 44471

- Vulturul Romanian Society, c/o Union & League of R.S.A., PO Box 1037, Andover OH 44003-1037

## Oregon
- Romanian-American Chamber, 7715 SE Powell Blvd., Portland OR 97206

- The Messengers - The Messengers Gospel Ministries, PO Box 220075, Milwaukie OR 97269

 Arhivat în 27 septembrie 2007, la Wayback Machine.
- Romanian Times Portland, Oregon

- Little Romania Portland, Oregon

- Mission Trucking Inc., PO Box 33059, Portland OR 97292

- Romanian Children Mission, 15215 SE Powell Blvd., Portland OR 97236

- Shepherds Guide, PO Box 22263, Milwaukee OR 97269

## Pennsylvania
- Romanian Museum, 1606 Spruce St., Philadelphia PA  Arhivat în 4 iulie 2007, la Wayback Machine.

- Albina Romanian Society, c/o Union & League of R.S.A., 1111 Cunningham Ave., New Castle PA 16101

- Carol I Romanian Society, c/o Union & League of R.S.A., 417 Cherry Way, Ellwood City PA 16117

- Transilvania Liberă Romanian Society, c/o Union & League of R.S.A., RD #2, Reithmiller Rd., New Wilmington PA 16142

## Texas
- American Romanian Academy of Arts & Sciences, Department of Mathematics, University of Texas at Arlington, Arlington TX 76010

- Romanians Of Texas Association ( ROTA ) - Gheorghe Draghici - President

- Uniunea Românească, Radu Murgescu, Jr., President, 18824 Tupeio Ln., Dallas TX 75287-2023

- World Romanian Council, Mihai Stan, President, 6402 Steer Tr.,  Austin TX 78749

## Virginia
- Congress Of Romanian-Americans (Cora), Archbishop Nathaniel Popp, Chairman, 1000 Gelston Cir., McLean VA 22102

## Washington
- Romanian-American Cultural Society Seattle (Racs), Nick Fedorean, Președinte, PO Box 7342, Bellevue WA 98008 -  Arhivat în 9 august 2007, la Wayback Machine.

- Last Hour Ministries, 11110 NE 164th Pl., Bothell WA 98011

- Misiunea Străjerul, 2125 Gibson Rd., Everett WA 98204

## Virginia de Vest
- Gloria Română Society, c/o Union & League of R.S.A., 3929 Palisades Dr., Werton WV 26062

Tel: 440-779-9913
Fax: 440-779-9151